# تايلور برانش
تايلور برانش (بالإنجليزية: Taylor Branch)‏ هو مؤرخ ومؤلف وكاتب أمريكي، ولد في 14 يناير 1947 في أتلانتا في الولايات المتحدة.

## وصلات خارجية
- الموقع الرسمي